# Vincenz von Salis-Sils
Vinzenz von Salis-Sils (* 22. April 1760 in Sondrio, Italien; † 3. März 1832 in Sils, Kanton Graubünden) war ein Schweizer Politiker und Diplomat.

## Leben und Werk
Von Salis war ab 1760 Landvogt in Fürstenau und 1785 Präsident des Syndikats. 1799 wurde er als angeblicher österreichischer Parteigänger nach Salins in die Franche-Comté deportiert. Nach seiner Rückkehr aus Frankreich war er 1803, 1806 und 1810 konservativer Bündner Regierungsrat, 1803 und 1804 Tagsatzungsgesandter, 1804 Mitglied der schweizerischen Gesandtschaft zur Kaiserkrönung Napoleons I. Von September 1814 bis zum Januar 1815 nahm von Salis am Wiener Kongress teil. Zudem war er wiederholt Mitglied und Präsident des Kantonsgerichts, der Standeskommission, des Grossen Rats und des Kantonsschulrate. Von Salis heiratete Jakobea von Salis-Seewis. Sie war eine Schwester von Johann Gaudenz von Salis-Seewis. Die Ehe blieb kinderlos. Mit ihm endete die Linie Salis-Sils.